# Дёй-сюр-ле-Миньон
Дёй-сюр-ле-Миньо́н (фр. Doeuil-sur-le-Mignon) — коммуна во Франции, находится в регионе Пуату — Шаранта. Департамент коммуны — Шаранта Приморская. Входит в состав кантона Луле. Округ коммуны — Сен-Жан-д’Анжели.
Код INSEE коммуны — 17139.

## Население
Население коммуны на 2010 год составляло 336 человек.
| 1962 | 1968 | 1975 | 1982 | 1990 | 1999 | 2010 |
| ---- | ---- | ---- | ---- | ---- | ---- | ---- |
| 482  | 436  | 361  | 325  | 327  | 320  | 336  |